# Карло Мазала
Карло-Антоніо Мазала (оригінал імені Carlo-Antonio Masala, вимова: [ˈmaːzala]; *27 березня 1968, Кельн) — німецький політолог, професор, зав. кафедрою міжнародної політики факультету політичних і соціальних наук Університету Бундесверу в Мюнхені.
Фахівець-експерт у галузі міжнародної та воєнної безпеки.

## Біографія
Масала народилася в інтернаціональній родині: мати австрійська продавчиня, батько італійський гастарбайтер, який спочатку працював на шахтах у Дортмунді, а потім у Кельні у електротехнічній фірмі Felten & Guilleaume.
Мазала ріс у Кьольні як італієць, потім провів кілька років дитинства на Сардинії. Вже зрілим молодим чоловіком у віці 29 років він отримав німецьке громадянство шляхом натуралізації, як передумову для призначення державним службовцем. Для цього йому довелося відмовитися від італійського громадянства, яке він на той час вже мав.
- 1988—1992 — вивчав політологію, а також германську та романську філологію в Кельнському університеті та у Університеті імені Фрідріха Вільгельма в Бонні (ступінь магістра, 1992). Потім він працював у Кельні, спочатку науковим співробітником, а потім науковим радником.

- 1996 — захистив дисертацію на ступінь доктора фіолософії в Інституті політичних наук і європейських питань на тему німецько-італійських відносин.
- 1997 — старший науковий співробітник Центру досліджень європейської інтеграції.
- 2002 — отримав ступінь габілітованого доктора з політології за наукову працю «Південна загроза європейській безпеці».
- 2003 — посада професора в Інституті політичних наук ім. Софі та Ганса Шолль при Університеті Людвіга-Максиміліана в Мюнхені

- з 2004 — працював науковим радником у Оборонному коледжі НАТО в Римі
- 2006-2007 – заступник директора з наукової частини в цьому ж коледжі.
- з липня 2007 — обіймає посаду професора міжнародної політики в Університеті Бундесверу у Мюнхені.
- 2011 — декан факультету політичних і соціальних наук цього ж університету
- 2016 — відмовився від запропонованного призначення в Католицький університет Айхштетт-Інгольштадт.

Мазала працював на посадах запрошеного професора а також вченого-дослідника у університетах та дослідницьких центрах США та декількох європейських країн.
Він вважається неореалістом і зосереджує свої дослідження на міжнародній та зовнішній політиці, порівняльному врядуванні, політиці безпеки, трансатлантичних відносинах і поточних подіях у Середземноморському регіоні.

## Відношення до України
З самого початку нападу Росії на Україну Мазала стояв на позиції надання Україні з боку Німеччини повноцінної воєнної допомиги та всіх озброєнь в обсязі, в якому вона потребує.